# Micrathena fidelis
Micrathena fidelis är en spindelart som först beskrevs av Banks 1909.  Micrathena fidelis ingår i släktet Micrathena och familjen hjulspindlar. Inga underarter finns listade i Catalogue of Life.